# Aristida jorullensis
Aristida jorullensis är en gräsart som beskrevs av Carl Sigismund Kunth. Aristida jorullensis ingår i släktet Aristida och familjen gräs. Inga underarter finns listade i Catalogue of Life.